# ウサハナ
ウサハナ（Usahana）は、日本のサンリオによるキャラクター。デザイナーは深沢和美。正式なラテン文字表記は「U・sa・ha・na」。
20代OLの職場の机上を彩り、心を和ませるキャラクターというコンセプトで2000年に開発され、2001年6月7日からグッズ類の販売が開始された。

## 設定
※設定は変更されることがある。この設定は2006年現在のもので、過去の資料とは異なる可能性がある。

### ハナちゃん
- 色うさぎの女の子。元々はベージュ色一色の体色だったが、家族や周りに親切にしたら虹色のカラフルな体色になった[2]。
- 誕生日：8月7日[2]
- 出身地：南にある海に囲まれた小さな島
- 身長：チューリップの花3コ分[2]
- 体重：マスカット1房分[2]
- 性格：明るくて好奇心いっぱい、夏が大好き、元気。
- 趣味：菓子作り
- 好きなもの：オレンジシャーベット、ひまわり[2]
- コレクション：耳飾り
- 将来の夢：バレリーナ[2]
- チャームポイント：ちょっぴりカーブした長い耳、つぶらなブルーアイ[2]

### 家族
パパ、ママ、おねえさん、おにいさんの5人家族。おばあちゃんは離れたところに住んでいる。
- パパ（体色：紫[2]）
- ママ（体色：オレンジ）
- おねえさん（体色：ピンク）
- おにいさん（体色：スカイブルー）
- おばあちゃん（体色：茶[2]）

### 友人
- ソラくん：クマの男の子、マイペースでのんびり屋、頑固な面もある。趣味は天体観測[3]。
- ワンワちゃん：イヌの女の子、ハナちゃんにあこがれている。やさしくておしゃれが大好き。
- ニャーコちゃん：ネコの女の子、甘えん坊でちょっぴり泣き虫。
- パンニャちゃん：パンダの女の子、お転婆でちょっと短気。
- プッピーくん：ブタの男の子、ちょっぴりドジであわてん坊[3]。

## ショートアニメ
2006年10月3日から12月26日まで、「キティズパラダイスPLUS」内でショートアニメ『ウサハナ 夢見るバレリーナ』が放送された。全7話。エトワール島にあるバレエの名門校「プル・ミエ」に通うハナちゃんの学園生活を描いた作品。

### 主要キャラクター（ショートアニメ）
- ウサハナ（ハナちゃん）：椎名へきる
主人公。明るく元気な女の子。バレリーナになることを夢見ている。
- サクラちゃん：成田紗矢香
ウサハナの一番の友達。おしゃれ好きな女の子。
- アイビーくん：沢口千恵
調べ物好きな男の子。
- アザミちゃん：新井里美
ウサハナをライバル視している。気の強い女の子。
- あんずちゃん：植田佳奈
心の優しい女の子。
- ナッツ：くまいもとこ
あんずちゃんのことが好きな男の子。恋に不器用。
- ローズ&マリー：高田由美
双子の女の子。コンビネーションがいい。
- クララ先生：潘恵子

その他の声の出演：城雅子、鈴木琢磨、倖月美和、菊池いずみ、高橋剛、久嶋志帆、Gerri Sorrells、森千晴、香取慎吾、二又一成、原田ひとみ、伊藤美紀、前田千亜紀

### 各話リスト（ショートアニメ）
| 話数 | サブタイトル            | 放送日         |
| ---- | ----------------------- | -------------- |
| 1    | はじめまして ハナです   | 2006年 10月3日 |
| 2    | 親友が できました       | 10月17日       |
| 3    | 伝説の赤い靴            | 10月31日       |
| 4    | ナッツの 恋物語         | 11月14日       |
| 5    | アザミのヒミツ          | 11月28日       |
| 6    | やってきた アイドル     | 12月19日       |
| 7    | あこがれの プル・ミエ祭 | 12月26日       |

## DVD
2008年1月にサンリオぽこあぽこシリーズとして「ウサハナのかずとかたち」が発売された。これは数にまつわる7つのオリジナルアニメーションと、7つのパペットショーによるオリジナルソングが収録されている。
- サンリオぽこあぽこ「ウサハナのかずとかたち」

## サンリオキャラクター大賞の順位
『いちご新聞』の読者投票企画「サンリオキャラクター大賞」で、第19回（2004年）において6位を受賞し歴代最高である。
2013年サンリオキャラクター大賞32位。2013年サンリオキャラクター大賞の特別企画である「これやります宣言」で、「うさぎキャラが1位になったら一緒にお花を植えに行きます！」と宣言していたが、1位はねこキャラのハローキティ、2位はうさぎキャラのマイメロディが受賞したため実現とはならなかった。
また、いちご新聞オリジナル企画で2016年より「サブキャラコンテスト」が開催されている。第1回（2016年）の「サブキャラコンテスト」では「ニャーコちゃん」がノミネートされ、39位にランクインされた。
- 2024年サンリオキャラクター大賞20位
- 2023年サンリオキャラクター大賞23位
- 2022年サンリオキャラクター大賞23位[7]（いちご新聞ランキング32位[8]）。
- 2021年サンリオキャラクター大賞24位[9]（いちご新聞ランキング32位[10]）。
- 2020年サンリオキャラクター大賞26位（いちご新聞ランキング22位タイ[11]）。
- 2019年サンリオキャラクター大賞33位（いちご新聞ランキング35位[12]）。
- 2018年サンリオキャラクター大賞35位（いちご新聞ランキング45位[13]）。
- 2017年サンリオキャラクター大賞35位（いちご新聞ランキング38位[14]）。
- 2016年サンリオキャラクター大賞37位（いちご新聞ランキング41位[15]） ／ なでる投票35位[16]。
- 2015年サンリオキャラクター大賞34位[17]（いちご新聞ランキング45位[18]）。
- 2014年サンリオキャラクター大賞20位圏外[19]（Bグループ5位[20][注釈 1]、いちご新聞ランキング38位[22]）。
- 2013年サンリオキャラクター大賞32位。
- 2012年サンリオキャラクター大賞21位[23]。
- 2011年サンリオキャラクター大賞20位[24]。
- 2010年サンリオキャラクター大賞20位圏外[25]。
- 2006年〜2009年サンリオキャラクター大賞10位圏外[1]。
- 2005年サンリオキャラクター大賞8位
- 2004年サンリオキャラクター大賞6位
- 2003年サンリオキャラクター大賞7位。
- 2002年サンリオキャラクター大賞10位。
- 2001年サンリオキャラクター大賞10位圏外。

## その他
- サンリオピューロランドでの各種アトラクション、および各種映像物においても椎名へきるがハナちゃんの声優を担当している。
- 『いちご新聞』でウサハナが初めて表紙を飾ったのは、2002年10月号（416号）である[26]。
- 片桐澪による漫画『ウサハナ』が『りぼん』（集英社）2003年4月号から2004年3月号まで連載されていた。
- ウサハナは、ECCキッズのイメージキャラクターにも起用されている（なおECCはサンリオピューロランドのスポンサーである）。
- エクサムが発売するキッズ向けトレーディングカードアーケードゲームであるハローキティとまほうのエプロン 〜サンリオキャラクター大集合!〜の第4弾『〜みんな集まれ!お料理パーティー!〜』に登場するキャラクターのひとつとしてウサハナが起用された[27]。